# Espeletiopsis
Espeletiopsis là một chi thực vật có hoa trong họ Cúc (Asteraceae).

## Loài
Chi Espeletiopsis gồm các loài: